# Curtain wall

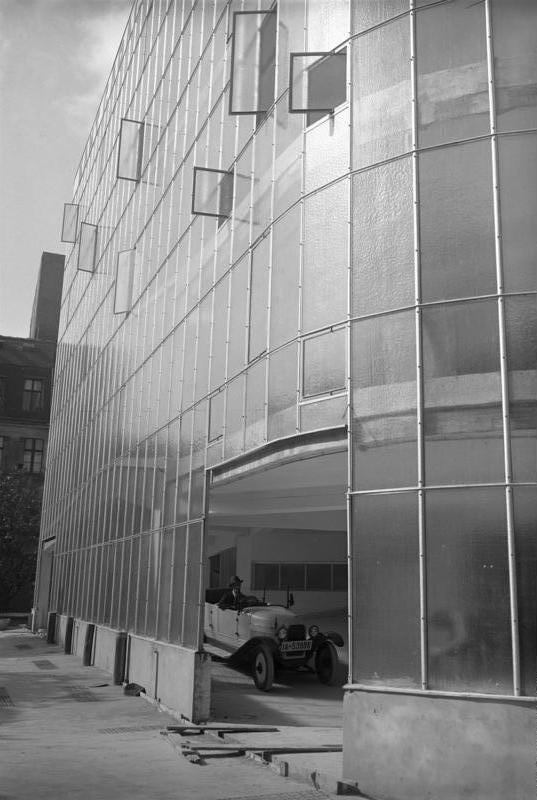
Kant-Garage i Berlin, 1930.

Curtain wall  (engelska curtain = gardin och wall = vägg) är en fasadkonstruktion, där fasadmaterialet hänger som en gardin framför byggnadens stomme. Curtain wall-fasader spänner över flera våningar och är i regel utförda av lätta material som glas och plåt (till exempel stålplåt eller aluminiumplåt). En curtain wall-fasad bär enbart sin egen vikt. Konstruktionen användes gärna inom den modernistiska arkitekturen.

## Historik
Redan vid 1800-talets mitt byggdes föregångare till curtain wall-fasader i järn och glas. Växthuset Jardin des plantes i Paris uppfördes av Charles Rohault de Fleury med en curtain wall-fasad mellan 1834 och 1836. Ett annat tidigt exempel är Bauhaus-byggnaden i Dessau från 1926 med Walter Gropius som arkitekt. De första curtain wall-fasaderna ämnade för höghus tillverkades av ett spröjsverk i stål och glas och användes vid uppförandet av Lever House (1952) i New York. Tidiga exempel i Sverige är Myrstedt & Stern (1910), Felix Sachs hus (1912), Möller & Co (1955), arkitekt Ralph Erskine, Skattehuset (1959), arkitekt Paul Hedqvist och Hötorgsskraporna (1960–1966), alla i Stockholm.
En curtain wall-fasad är även byggnadens klimatskydd och måste motstå vind, regn, värme och kyla. Gällande Skattehusets fasader var konstruktionen enligt följande: På utsidan bestod de av aluminiumprofiler och ugnslackerade blå aluminiumplåtar i bröstningarna. Fönstren var kopplade med ytterbågar av aluminium och innerbågar av trä. Bröstningen bestod inifrån räknat av elva centimeter betong, sex centimeter mineralull, en asbestcementskiva, luftmellanrum och ugnslackerad aluminiumplåt. I samband med Skattehusets ombyggnad till studentbostäder (2006–2008) renoverades curtain wall-fasaderna; fönstren ersattes då helt med nya aluminiumprofiler.

## Exempel

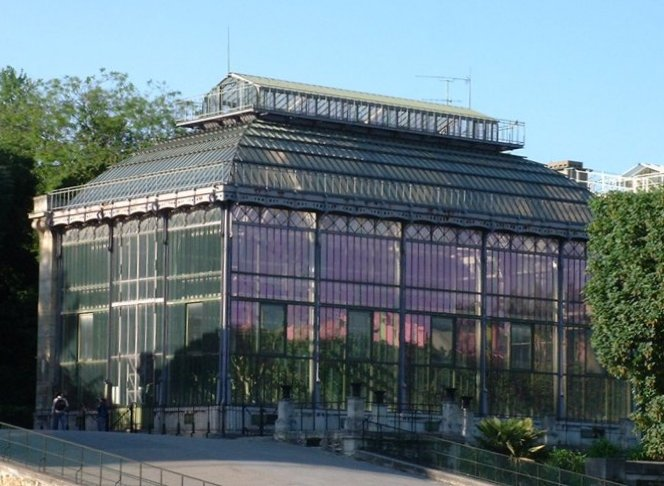
Jardin des Plantes i Paris
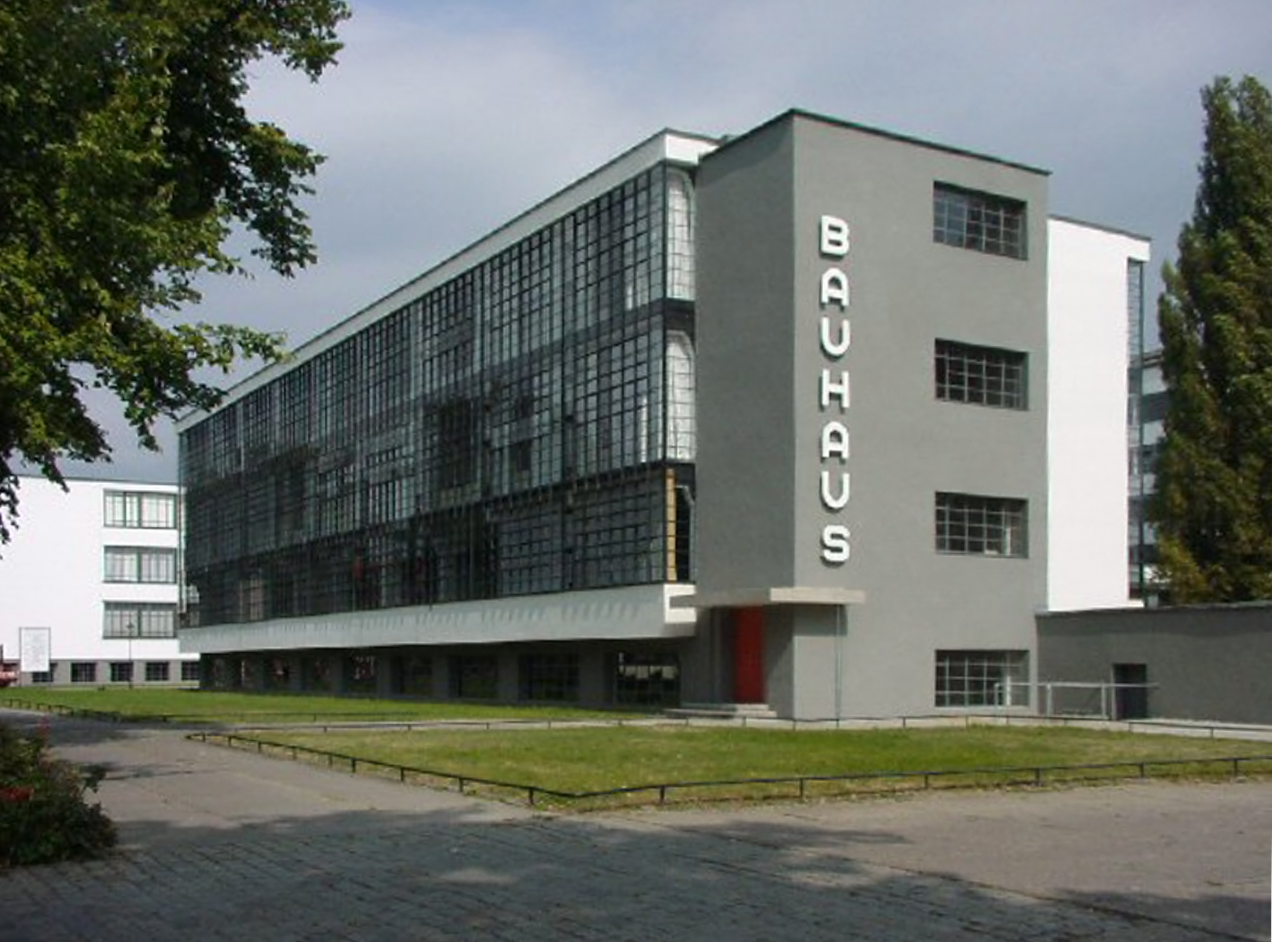
Bauhaus-byggnaden i Dessau
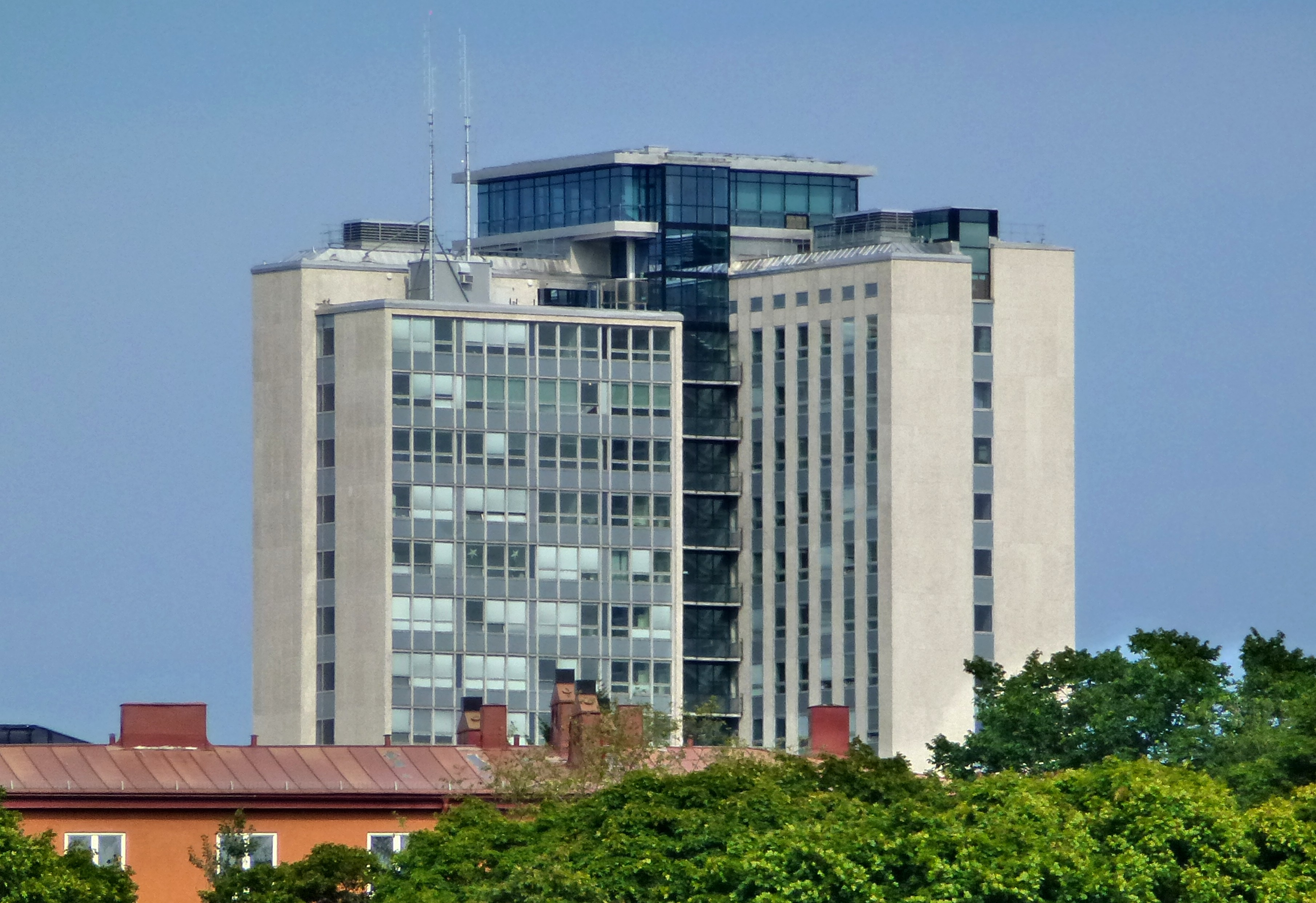
Skattehuset i Stockholm
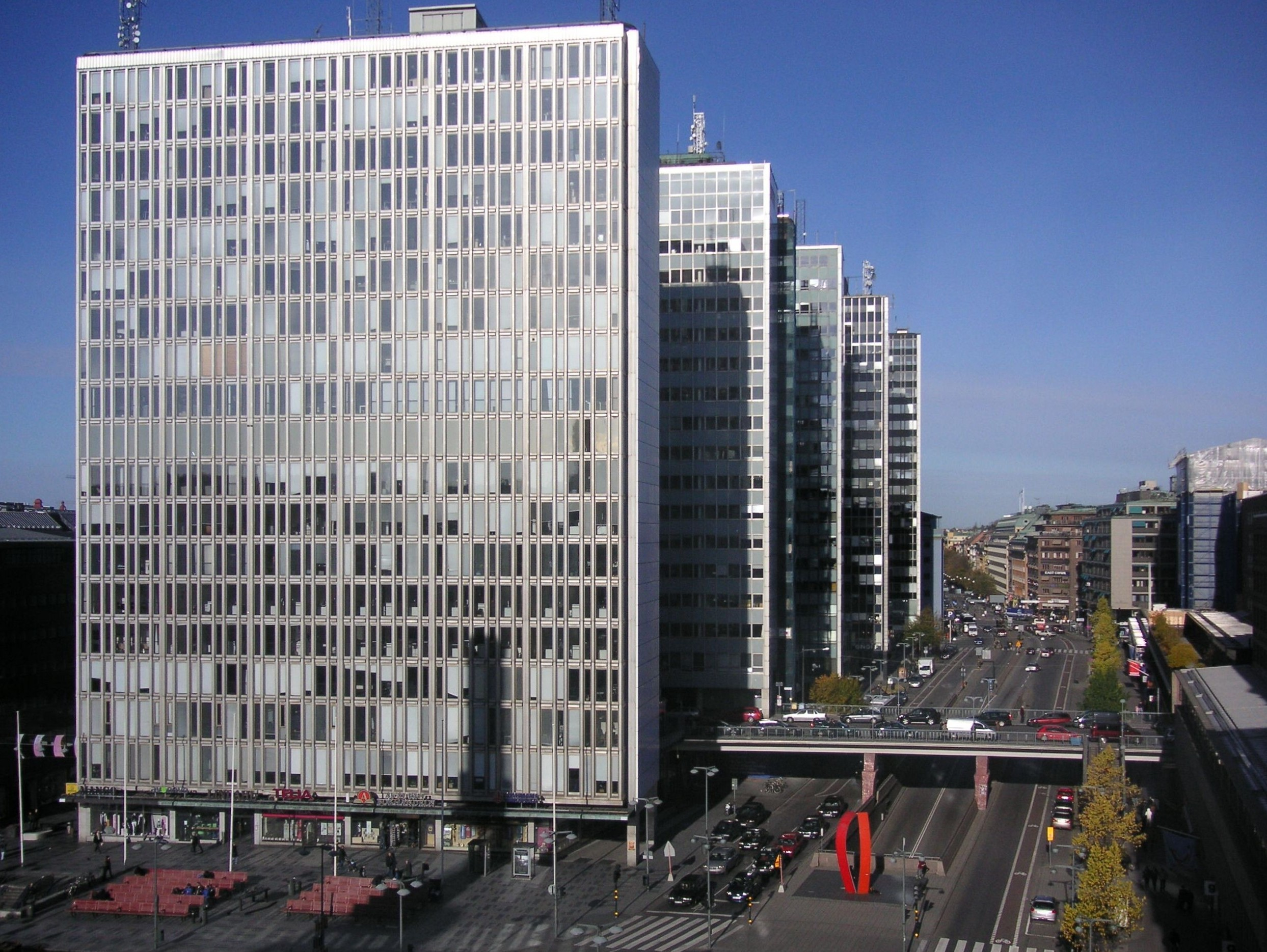
Hötorgsskraporna i Stockholm